# Orange Maroc
Orange Maroc (anciennement Méditel) est l’un des trois principaux opérateurs de télécommunications agréés au Maroc. Acteur multiservices, il propose des offres en téléphonie mobile, fixe, cybersécurité et en services financiers mobiles.
Fondée en 1999, l’entreprise s’est imposée comme le deuxième opérateur mobile du pays. En décembre 2016, elle adopte officiellement la marque Orange Maroc, s’alignant ainsi sur l’identité du groupe international Orange.
Ses principaux actionnaires sont le groupe Orange, le conglomérat marocain O Capital Group (anciennement FinanceCom), et la Caisse de Dépôt et de Gestion.

## Histoire
Méditelecom fut créée en 1999 à la suite d'un partenariat entre de solides investisseurs marocains, à savoir les groupes Finance Com et la Caisse de Dépôt et de Gestion, avec les groupes Telefónica et Portugal Telecom (actuellement Altice Portugal) qui en détenaient 32,18 % chacun.
En septembre 2009, les groupes marocains FinanceCom (maintenant O Capital Group) et Caisse de dépôt et de gestion rachètent les parts de Telefónica et Portugal Telecom.
Le 21 septembre 2010, Orange confirme sa prise de participation dans Méditel pour un montant de 640 millions d'euros, soit 40 % du capital, et devient actionnaire à 49 % en 2015.
Le 8 juin 2015,  Méditel devient le premier opérateur à proposer la 4G au Maroc.
En mars 2016, dans le cadre de l'unification sous la marque « Orange » qu'entreprend le groupe, Stéphane Richard, PDG d'Orange, annonce que Méditel sera renommé « Orange » avant la fin 2016.
Le 8 décembre 2016, Méditel devient officiellement Orange Maroc.
Le 29 juillet 2020, Hendrik Kasteel qui occupait jusqu’alors la fonction de Directeur général de MTN Cameroun, est nommé directeur général d’Orange Maroc.

## Indicateurs d'activité
- Parc clients mobile (fin mars 2019) : 15,557 millions de clients, 34,78 % de part de marché (34,55 % au quatrième trimestre 2018)[8]
- Internet global (fixe et  mobile) (fin mars 2019) : 21,48 % de part de marché[8]
- Couverture réseau : 99 % de la population[3]
- Antennes-relais : 5000 antennes BTS, Node B et WiMAX[3]
- À la fin du premier trimestre 2019, la part de marché d'Orange est de 34,78 %, soit plus de 15,557 millions d’abonnés à la téléphonie mobile dans le royaume. L’opérateur occupe la seconde place du marché devant Inwi (22,14 %), et derrière l’opérateur historique Maroc Telecom (43,08 %)[8].

## Identité visuelle (logo)

Ancien logo de Méditel entre 2013 et 2016.
Logo d'Orange Maroc depuis le 8 décembre 2016.